# Neutiefenweg
Neutiefenweg ist ein Gemeindeteil der Gemeinde Aholming im niederbayerischen Landkreis Deggendorf. Bis 1971 bildete es eine selbstständige Gemeinde.

## Lage
Das Dorf Neutiefenweg liegt etwa drei Kilometer westlich von Aholming am Rande des Isartals auf Schwemmgrund der Isar. Nördlich von Neutiefenweg befindet sich das Naturschutzgebiet Isaraltwasser bei Neutiefenweg.

## Geschichte
Nachdem um 1829 die Gräfin Kielmannsegg die Hofmark Niederpöring käuflich erworben hatte, löste sie den Grundbesitz nach und nach auf und legte in der Zeit um 1835 die Kolonie Neutiefenweg an. Die ersten Siedler waren ehemalige Schlossbedienstete von Niederpöring. Anfangs zur politischen Gemeinde Niederpöring gehörig, entstand 1849 die Gemeinde Neutiefenweg.
Beim Hochwasser von 1940 brach der Damm. Weit über hundert Hektar Land, Wohngebäude und Stallungen standen unter Wasser. Menschen und Tiere mussten vorübergehend evakuiert werden. Nachdem Neutiefenweg von 1945 bis 1948 durch die politische Gemeinde Niederpöring verwaltet worden war, wurde es 1948 wieder eine selbständige Gemeinde im Landkreis Vilshofen. Von 1950 bis 1952 entstand der neue Hochwasserdamm, der den schweren Hochwassern von 1954 und 1956 widerstand.
Im Zuge der Gebietsreform in Bayern wurde die Gemeinde Neutiefenweg am 1. Oktober 1971 in die Gemeinde Aholming eingegliedert. Heute ist Neutiefenweg ein Dorf mit etwa 300 Einwohnern. Die meisten Bewohner sind bei Betrieben in Plattling und beim BMW Group Werk Dingolfing beschäftigt. Kirchlich gehört der Ort zur Pfarrei Niederpöring.

## Baudenkmäler
- Kriegergedächtniskapelle. Sie wurde 1923 bis 1924 erbaut und 1983 bis 1985 durch die Dorfgemeinschaft renoviert. Der Kinderspielplatz daneben entstand 1977.

## Vereine
- Freiwillige Feuerwehr Neutiefenweg. Sie wurde 1926 gegründet.
- Kegler Neutiefenweg
- Vereinsgemeinschaft Tabertshausen/Neutiefenweg